# Elecciones municipales de Moyobamba de 1966
Las elecciones municipales de Moyobamba de 1966 se llevaron a cabo el 13 de noviembre de 1966 para elegir al alcalde y al Concejo Provincial de Moyobamba para el periodo 1967-1969. La elección se celebró simultáneamente con elecciones municipales en todo el país.

## Sistema electoral
La Municipalidad Provincial de Moyobamba es el órgano administrativo y de gobierno de la provincia de Moyobamba. Está compuesta por el alcalde y el Concejo Provincial.
La votación del alcalde y el concejo se realiza en base al sufragio universal alfabeto, que comprende a todos los ciudadanos nacionales y no nacionales mayores de veintiún años, empadronados y residentes en la provincia de Moyobamba y en pleno goce de sus derechos políticos.
El Concejo Provincial de Moyobamba está compuesto por 14 concejales elegidos por sufragio directo para un período de tres (3) años, en forma conjunta con la elección del alcalde (quien lo preside). La votación es por lista cerrada y bloqueada. Se asigna a cada lista los escaños según el método d'Hondt.

## Composición del Concejo Provincial de Moyobamba
La siguiente tabla muestra la composición del Concejo Provincial de Moyobamba antes de las elecciones.
| Partidos | Partidos                                                    | Concejales |
| -------- | ----------------------------------------------------------- | ---------- |
|          | Coalición Partido Aprista Peruano - Unión Nacional Odriísta | 8          |
|          | Alianza Acción Popular - Democracia Cristiana               | 6          |

## Partidos y candidatos
A continuación se muestra una lista de los principales partidos y alianzas electorales que participaron en las elecciones:
| Candidatura | Candidatura | Partidos y alianzas | Candidatos | Candidatos                | Ideología                                           | Resultado previo | Resultado previo | Ref. |
| Candidatura | Candidatura | Partidos y alianzas | Candidatos | Candidatos                | Ideología                                           | Votos (%)        | Con.             | Ref. |
| ----------- | ----------- | --- | ---------- | ------------------------- | --------------------------------------------------- | ---------------- | ---------------- | ---- |
|             | APRA–UNO    | Lista - Coalición Partido Aprista Peruano - Unión Nacional Odriísta (APRA–UNO) – Partido Aprista Peruano (APRA) – Unión Nacional Odriísta (UNO) |            | Hilario Vásquez Olórtegui | Aprismo Conservadurismo social Populismo de derecha | 55.75%           | 8                |      |
|             | AP–DC       | Lista - Alianza Acción Popular - Democracia Cristiana (AP–DC) – Acción Popular (AP) – Partido Demócrata Cristiano (DC)                          |            | Wenceslao Vásquez Mendoza | Liberalismo Humanismo Democracia cristiana          | 44.25%           | 6                |      |

## Resultados

### Sumario general
|                        |                                                                        |              |              |              |            |            |
| Partidos y coaliciones | Partidos y coaliciones                                                 | Voto popular | Voto popular | Voto popular | Concejales | Concejales |
| Partidos y coaliciones | Partidos y coaliciones                                                 | Votos        | %            | +/−          | Total      | +/−        |
|                        | Coalición Partido Aprista Peruano - Unión Nacional Odriísta (APRA–UNO) | 1,831        | 51.13        | –4.62        | 7          | –1         |
|                        | Alianza Acción Popular - Democracia Cristiana (AP–DC)                  | 1,750        | 48.87        | +4.62        | 7          | +1         |
|                        |                                                                        |              |              |              |            |            |
| Total                  | Total                                                                  | 3,581        |              |              | 14         | n/a        |
|                        |                                                                        |              |              |              |            |            |
| Votos válidos          | Votos válidos                                                          | 3,581        | 97.02        | –0.64        |            |            |
| Votos en blanco        | Votos en blanco                                                        | 55           | 1.49         | +0.10        |            |            |
| Votos nulos            | Votos nulos                                                            | 55           | 1.49         | +0.54        |            |            |
| Votos emitidos         | Votos emitidos                                                         | 3,691        | n/a          | n/a          |            |            |
| Abstenciones           | Abstenciones                                                           | n/d          | n/a          | n/a          |            |            |
| Votantes registrados   | Votantes registrados                                                   | n/d          |              |              |            |            |
|                        |                                                                        |              |              |              |            |            |
| Fuente:                |                                                                        |              |              |              |            |            |

## Elecciones municipales distritales

### Resultados por distrito
La siguiente tabla enumera el control de los distritos de la provincia de Moyobamba. El cambio de mando de una organización política se resalta del color de ese partido.
| Distrito  | Alcalde(sa) titular       | Partido político | Partido político   | Alcalde(sa) electo(a) | Partido político | Partido político   |
| --------- | ------------------------- | ---------------- | ------------------ | --------------------- | ---------------- | ------------------ |
| Calzada   | Néstor Díaz Cubas         |                  | Coalición APRA-UNO | Néstor Díaz Cubas     |                  | Coalición APRA-UNO |
| Habana    | Julián Montalván Rucoba   |                  | Alianza AP-DC      | Hilder Cachay Huamán  |                  | Alianza AP-DC      |
| Jepelacio | Virgilio Bardalez Casique |                  | Coalición APRA-UNO | Nelson Casique Celis  |                  | Alianza AP-DC      |
| Soritor   | Nicolás Díaz Ruiz         |                  | Coalición APRA-UNO | Aladino Díaz Panduro  |                  | Coalición APRA-UNO |
| Yantaló   | Justiniano Ruiz Meza      |                  | Alianza AP-DC      | Wenceslao Díaz Pérez  |                  | Alianza AP-DC      |